# Kompetenznetz HIV/AIDS
Als eines von 21 medizinischen „Kompetenznetzen“ wird das Kompetenznetz HIV/AIDS (KompNet HIV/AIDS) vom Bundesministerium für Bildung und Forschung derzeit gefördert. Dazu haben sich in Deutschland Arbeitsgruppen aus den Bereichen der klinischen und kliniknahen Grundlagenforschung zu einem Forschungsverbund auf Bundesebene zusammengeschlossen.
Ziel des Kompetenznetz HIV/AIDS ist es die Behandlung der HIV-Erkrankung zu verbessern, um für die Betroffenen eine Erhöhung von Lebensqualität und Lebenserwartung zu erreichen. Die Pharmaindustrie unterstützt das Vorhaben durch monetäre Zuwendungen.

## Tätigkeit
Das Kompetenznetz HIV/AIDS hat in den Jahren seit seinem Bestehen eine Patientenkohorte mit einem Datenpool von 15.000 Patienten aufgebaut. Die wissenschaftliche Basis des Kompetenznetzes HIV/AIDS ist seine Patientendatenbank und die dazugehörige Materialbank von 50.000 Serumproben, 12.000 DNA-Proben und 2000 Gewebeproben. Die Patientenkohorte umfasst außerdem ein Schwangeren-Modul und ein Kindermodul, womit das gesamte Spektrum Schwangerschaft bis ins Kinder- und Erwachsenenalter, auch gegebenenfalls bei einem bestimmten Patienten, nach verfolgt werden kann. Ferner wurde 2008 eine Resistenzdatenbank implementiert, in der Resistenzdaten Resistenzen von der sich in der Kohorte befindlichen Patienten erfasst werden.
Resistenzanalysen werden in der klinischen Praxis dazu verwandt, bei einer vorliegenden Virusmutation die  antiretrovirale Therapie optimal an diese Situation anzupassen.
Fokus der Resistenzforschung im Kompetenznetz ist die epidemiologische Abbildung der Resistenzlage in Deutschland sowie grundlagenwissenschaftliche und klinisch angewandte Analysen in Kombination mit den Materialbanken. Diese Daten- und Materialbanken sind die Grundlage für große nationale und internationale Studien, die für die Weiterentwicklung der HIV-Forschung, und somit für die Behandlung der Patienten, essentiell sind.
Ein Alleinstellungsmerkmal des Kompetenznetzes HIV/AIDS ist die Zusammenarbeit mit den Grundlagenwissenschaftlern und die mit ihnen durchgeführte Translationsforschung, welche zu einer erfolgreichen Überführung von Forschungsergebnissen in die Behandlungspraxis geführt hat. Neben der besagten Grundlagen- und Klinischen-Forschung, spielen beim Kompetenznetz HIV/AIDS auch Sozialwissenschaftliche Studien eine große Rolle. Diese basieren zum einen auf dem umfangreichen sozio-demographischen Datensatz der Patientenkohorte, zum anderen werden auch sozialwissenschaftliche Studien, in den Bereichen Wissen/Einstellung/Verhalten (sog. KAB-Studies), Prävention, Compliance/Adherence und Drogenmissbrauch durchgeführt.
Aufgrund dieser Faktoren hat das Netz seit seinem Bestehen 2002 internationale Sichtbarkeit erlangt und ist an vielfältigen internationalen Kooperationen beteiligt, zum Beispiel im europäischen Kohortenverband COHERE (Collaboration of Observational HIV Epidemiological Research Europe), im europäischen HIV-Behandlungsnetzwerk NEAT (Network of European AIDS Treatment) und ist im internationalen Kinderstudienkonsortium, MITOC (Mitochondrial Toxicity in Children) zu wissenschaftlichen Fragestellungen bei Kindern eingebunden. Es bestehen Kooperationen mit Wissenschaftlern und Klinikern aus vielen Ländern. Zum Beispiel unterstützt das Kompetenznetz HIV/AIDS die internationale Zusammenarbeit im Bereich HIV/AIDS durch eine enge Kooperation mit der Ukraine, mit China (insbesondere der Zhejiang University in Hangzhou) und mit Japan.
Der Austausch zwischen japanischen und deutschen Wissenschaftlern findet seit 2005 jährlich in Form von Deutsch-Japanischen HIV-Symposien statt. Hochrangige Forscher beider Länder tauschen bei den Treffen, jährlich abwechselnd in Japan und Deutschland, die neuesten Forschungsergebnisse aus. Im Mai 2010 fand das 5. Deutsch-Japanische HIV-Symposium in Tokio statt.

## Partnerschaften
Im Rahmen von definierten wissenschaftlichen Projekten und Studien findet eine Zusammenarbeit zwischen dem Kompetenznetz HIV/AIDS und der pharmazeutischen Industrie statt.
Das Kompetenznetz HIV/AIDS unterhält mit dem VfL Bochum eine Charity-Partnerschaft.